# Panhandle du Texas
Le panhandle du Texas (Texas Panhandle) est une région du nord-ouest de l'État américain du Texas, comprenant les 26 comtés les plus septentrionaux de l'État. La panhandle  (« queue de poêle ») est une zone rectangulaire, bordée par le Nouveau-Mexique à l'ouest et l'Oklahoma au nord (panhandle de l'Oklahoma) et à l'est. Sa superficie est de 66 884 km2 plus 163 km2 d'eau et représente environ 10 % de la superficie du Texas. Sa population est d'environ 403 000 habitants (2016) soit seulement 1,93 % de la population totale de l'État (densité : 6 hab./km2). Plus de la moitié de la population vit dans l'aire urbaine d'Amarillo, la principale ville.
La Panhandle est distincte du Texas du Nord, qui se situe plus au sud-est.
Panhandle est aussi le nom d'une ville du comté de Carson, au centre de la panhandle du Texas.

## Comtés
Les 26 comtés les plus septentrionaux qui composent la panhandle du Texas sont les suivants :
- Comté d'Armstrong
- Comté de Briscoe
- Comté de Carson
- Comté de Castro
- Comté de Childress
- Comté de Collingsworth
- Comté de Dallam
- Comté de Deaf Smith
- Comté de Donley
- Comté de Gray
- Comté de Hall
- Comté de Hansford
- Comté de Hartley
- Comté de Hemphill
- Comté de Hutchinson
- Comté de Lipscomb
- Comté de Moore
- Comté d'Ochiltree
- Comté d'Oldham
- Comté de Parmer
- Comté de Potter
- Comté de Randall
- Comté de Roberts
- Comté de Sherman
- Comté de Swisher
- Comté de Wheeler

## Démographie
La panhandle du Texas abrite 431 262 habitants en 2016 soit moins de 2 % de la population totale de l'État. Sa plus grande ville est Amarillo avec 193 153 habitants soit 44,7 % de la population de la panhandle
Origines de la population
Les habitants de la panhandle du Texas se déclarent comme étant principalement d'origine mexicane (29,3 %), allemande (13,5 %), irlandaise (9,6 %), anglaise (8,2 %), américaine (6,7 %) et néerlandaise (1,5 %).